# 日本高速物流
日本高速物流株式会社（にっぽんこうそくぶつりゅう）は、日本にかつて存在した主に長距離の郵便物の輸送を行う陸運業者である。
1969年に日本高速道郵便輸送株式会社として設立され、2006年には長距離郵便輸送会社4社を子会社化した。
日本郵便輸送株式会社の主要前身企業のひとつ。

## 子会社等
- 日本高速物流グループ子会社
  - 東北高速道郵便輸送株式会社
  - 東京高速郵便輸送株式会社
  - 北陸高速道郵便輸送株式会社
  - 東海高速郵便輸送株式会社
- 関連会社
  - 北海道高速郵便輸送株式会社
  - 近畿高速郵便輸送株式会社
  - 中国高速郵便輸送株式会社
  - 四国高速道郵便輸送株式会社
  - 九州高速郵便輸送株式会社

## 日本郵政グループとの関係
荷台側面に「高速〒郵便」と記したトラックで主に長距離の郵便物の輸送を行い、売上高の大部分を郵便関係で占める。日本郵便逓送や関東郵便輸送などとともに日本郵政グループの物流ファミリー企業と称される。
郵政民営化以前は、法令により出資に制約があったために、日本郵政公社およびその前身の組織との資本関係はなかったが、連結子会社ではない企業を実質上の子会社同様に扱う現状を是正するため、2009年1月1日付で他の日本郵政グループの物流ファミリー企業13社とともに日本郵便逓送に吸収合併されたのち、同年2月1日付で郵便事業の子会社である日本郵便輸送株式会社となった。